# Посёлок лесхоза (Московская область)
Посёлок лесхоза — посёлок сельского типа в Сергиево-Посадском районе Московской области, в составе муниципального образования Городское поселение Сергиев Посад (до 29 ноября 2006 года входил в состав Наугольновского сельского округа).

## Население
| 2002 | 2006  | 2010  |
| ---- | ----- | ----- |
| 1257 | ↘1237 | ↘1194 |

## География
Посёлок фактически примыкает с северо-востока, по Ярославскому шоссе, к райценту (по шоссе), высота центра посёлка над уровнем моря — 220 м.
Посёлок связан автобусным сообщением с райцентром и соседними населёнными пунктами, действует начальная школа-детский сад № 2.